# Michail Studenezki
Michail Studenezki, en russe : Михаил Владимирович Студенецкий, né le 6 mars 1934, à Moscou, et mort le 1er mars 2021, est un ancien joueur soviétique de basket-ball. 

## Palmarès
- Finaliste des Jeux olympiques 1956
- Champion d'Europe 1957
- Champion d'Europe 1959